# La Cabaña

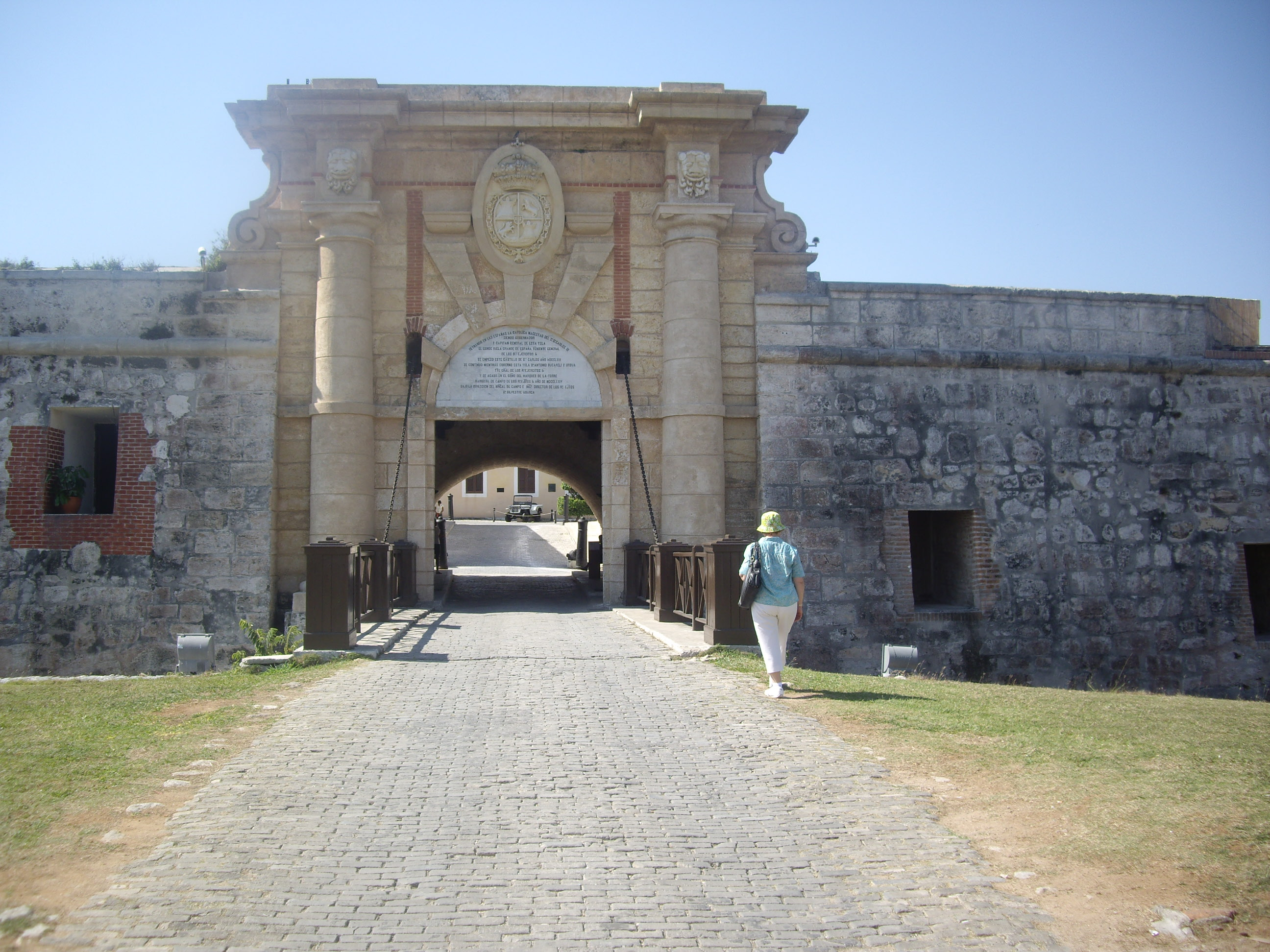
L'ingresso principale

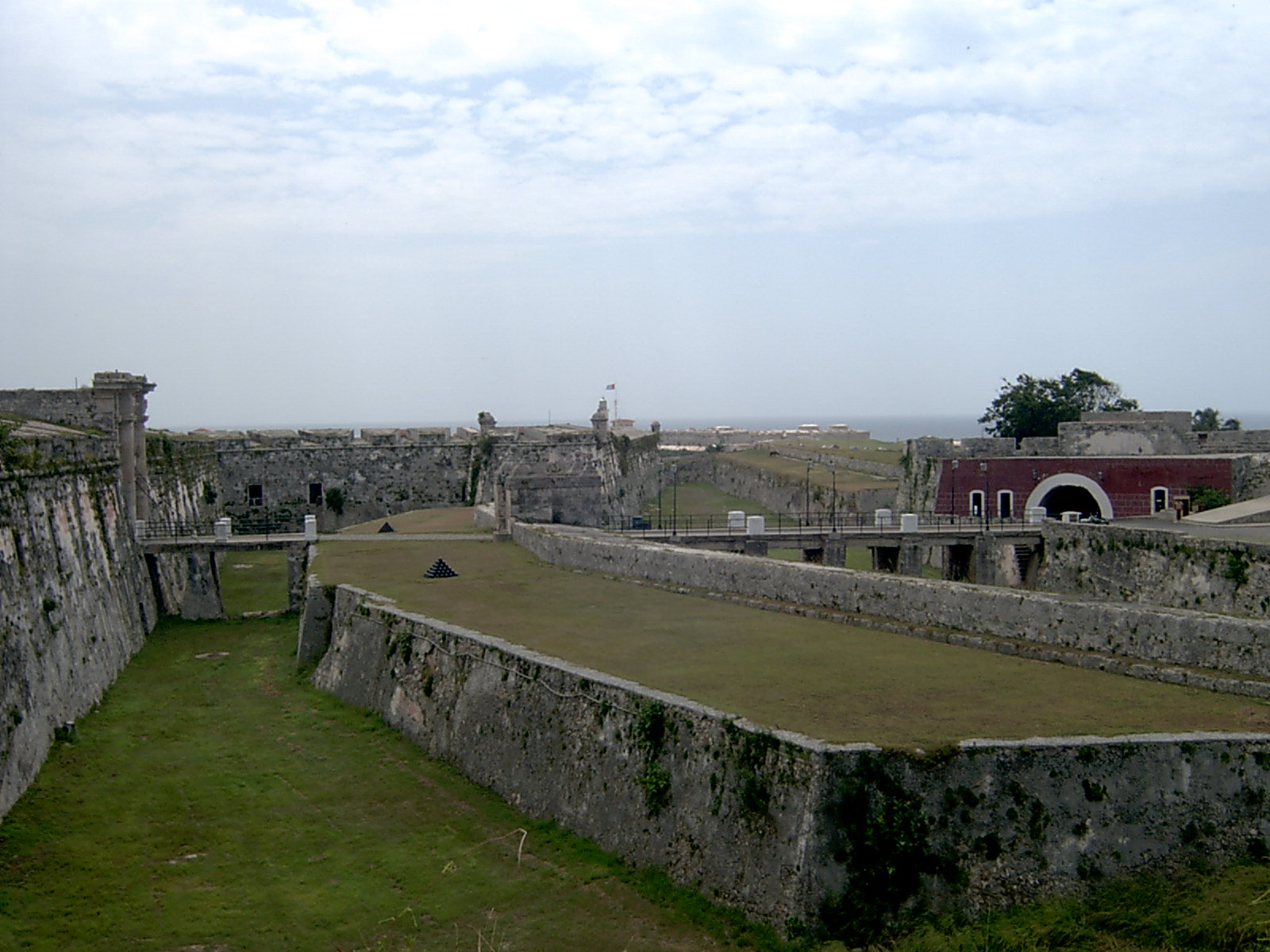
Vista dell'interno della fortezza

La Fortaleza de San Carlos de La Cabaña, nota come La Cabaña, è un complesso fortificato del XVIII secolo che si trova su un lungo crinale esposto sul lato occidentale del porto dell'Avana, a Cuba.

## Storia
La fortezza venne costruita tra il 1763 e il 1774 per colmare una lacuna nel sistema difensivo e, al tempo della sua costruzione, era la più grande mai costruita dagli spagnoli in America.
Dopo la Rivoluzione cubana, la fortezza venne usata da Che Guevara per diversi mesi come quartier generale e prigione militare.
Oggi è la sede principale della Fiera Internazionale del Libro e della Biennale dell'Avana.